# Пенкинский сельсовет
Пенкинский сельсовет — упразднённая административно-территориальная единица, существовавшая на территории Рязанской губернии и Московской области до 1968 года.
Пенкинский сельсовет был образован в первые годы советской власти. В конце 1920-х годов он входил в состав Зарайской волости Зарайского уезда Рязанской губернии.
В 1929 году Пенкинский с/с был отнесён к Зарайскому району Коломенского округа Московской области.
5 апреля 1936 года к Пенкинскому с/с был присоединён Новосёлковский с/с.
17 июля 1939 года к Пенкинскому с/с был присоединёны Прудковский с/с (селения Алтухово и Прудки), а также селения Астанчино и Широбоково упразднённого Широбоковского с/с.
12 апреля 1952 года из Пенкинского с/с в Козловский с/с были переданы селения Алтухово и Прудки.
14 июня 1954 года к Пенкинскому с/с был присоединён Аргуновский с/с.
1 февраля 1963 года Зарайский район был упразднён и Пенкинский с/с вошёл в Коломенский сельский район. 11 января 1965 года Пенкинский с/с был передан в восстановленный Зарайский район.
20 декабря 1966 года из Больше-Ескинского с/с в Пенкинский были переданы селения Алтухово, Борисово-Околицы, Верхнее Вельяминово, Замятино, Козловка, Нижнее Вельяминово и Прудки. Одновременно в новообразованный Протекинский с/с из Пенкинского с/с были переданы селения Аргуново, Горное, Титово и Шарапово.
10 сентября 1968 года Пенкинский с/с был упразднён, а его территория передана в восстановленный Новосёлковский с/с (кроме селений Борисово-Околицы, Верхнее Вельяминово, Замятино, Козловка и Нижнее Вельяминово, которые отошли к Беспятовскому с/с).